# Deus Ex: Human Revolution
Deus Ex: Human Revolution este un joc dezvoltat de către Square Enix și publicat de către Eidos Interactive. Jocul a fost lansat pe data de 23 august 2011 în America de Nord, în Australia pe 25 august 2011, în Europa pe data de 26 august 2011 iar în Japonia urmează să fie lansat în data de 8 septembrie 2011. Jocul face parte din seria Deus Ex, fiind al treilea joc din serie. Acesta urmează să fie lansat și pe platforma Mac OS X după precizările lui Stephanie D'Astrous, managerului general al companiei Square Enix.

## Gameplay
Jocul este bazat in special pe următoarele aspecte de gameplay: furișare,socializare, spargerea codurilor de securitate și luptă. Acesta poate fi jucat în mai multe modalități. Precum și în celelalte părți din serie, jucătorul este încurajat să folosească furișarea în schimbul luptei evitând astfel contactul direct cu inamicul. Alternativ, acesta poate folosi atacul la distanță letal sau neletal. Dacă jucătorul alege să folosească atacul letal, acesta dispune de o varietate de arme, în schimb dacă va alege atacul neletal acesta poate folosi dispozitive ce permit leșinarea temporară a inamicilor. Atacurile neletale trebuie bine gândite întrucât alți inamici pot descoperi corpul celui leșinat și îl pot trezi.
Jucătorul poate folosi anumite puncte numite Praxis pentru a primi sau îmbunătăți diferite puteri, numite augmentări. Un bun exemplu de astfel de puteri este invizibilitatea sau încetinirea zgomotului pașilor,ambele făcând evitarea inamiciilor mai ușoară. Acestea sunt o parte importantă a Human Revolution deoarece ele vor determina cum va fi jucat jocul. Există mai multe feluri de augmentații pentru diferite părți ale corpului. Printre acestea se numără augmentațiile pentru craniu, brațe, ochi, dar și altele.

Sistemul de dialog al jocului, similar cu cel din Mass Effect permite jucătorului să folosească dintre trei sau patru opțiuni de dialog în conversația cu alte personaje. Acesta se poate folosi și pentru obținerea de informații nedisponibile decât prin persuasiunea personajelor respective. Jucătorul dispune de asemenea și de anumite îmbunătățiri ale sistemului de dialog ce pot fi introduse opțional. Acestea pot permite scanarea unui personaj cu care acesta poartă o conversație. Prin această scanare, îmbunătățirile pot să îi ofere jucătorului sfaturi utile ce pot ajuta la sporirea gradului său persuasiune în timpul une conversații cu alte personaje.
Spargerea codurilor se poate face cu ajutorul unui mini joc aflat pe fiecare sistem de securitate. În acesta, jucătorul trebuie să intre în anumite noduri de rețele și accesa serverul principal pentru a opri anumite dispozitive. Spargerea codurilor este esențială întrucât permite jucătorului să acceseze camere diferite, oprească roboți, turele, sisteme de securitate și să acceseze calculatoare. Există mai multe metode prin care se pot sparge anumite noduri de securitate. Unul din acestea este așteptarea până ce semnalul nodului de securitate ajunge in raza jucătorului, iar celălalt fiind prin încărcarea unui virus numit Nuke în acesta.
Un alt aspect al jocului este lupta. În mod normal jocul are o vedere first person însă o dată ce se folosește adăpostirea aceasta se schimbă într-un mod third person. Adăpostirea se poate folosi nu numai pentru evitarea impactului direct cu inamicii în cazul unui atac dar și pentru a observa zona în care se îndreaptă jucătorul. Human Revolution conține o gamă largă de arme precum lunete, pistoale, arme cu laser dar și actualizări ce se pot folosi pentru a le îmbunătăți. Îmbunătățirile pot face de exemplu ca o armă să fie mai puternică.

## Povestea jocului
Acțiunea se petrece cu 25 de ani înnaintea acțiunilor desfășurate în primul joc din serie mai exact în anul 2027. Lumea este împărțită în două tabere. Una dintre acestea susține că augmentațiile sunt viitorul evoluției umane iar cealaltă contrariul. Jucătorul intră în pielea unui expert de securitate numit Adam Jensen ce lucrează la una dintre cele mai mari companii din acest domeniu numită Sarif Industries. Când această companie este pe cale să descopere o tehnologie revoluționară sunt atacați de o echipă de super-soldați omorând aparent cercetătorii implicați în această cauză dar de asemenea și pe Jensen. În încercările sale de a îl salva pe Adam, Sarif îl transformă pe acesta într-un hibrid om-mașină. După cele întâmplate, Jensen se duce să descopere cine a fost în spatele atacului și ce încercau să găsească.
Pe parcursul jocului Jensen vizitează diverse orașe de unde descoperă din ce în ce mai multe informații. În cele din urmă acesta află că nimic din ce s-a întâmplat nu este adevărat. Printre orașele vizitate de Adam se numără Detroit, Shangai, Montreal și Singapore.

### Conținut descărcabil
Pe data de 2 septembrie 2011, Eidos Montreal a anunțat pe site-ul oficial al jocului că un nou conținut descărcabil urmează să fie lansat intitulat The Missing Link. În acesta, Jensen trebuie să scape de pe un cargou a cărei destinație este necunoscută. Pe parcursul misiunii acesta află despre o latură ascunsă a conspirației din Human Revolution. Jensen pe vas întâlnește aliați ce îl vor ajuta în situații dificile însă și inamici duri și periculoși. În acest conținut descărcabil Jensen trebuie să se bazeze doar pe propiile sale instincte deoarece augmentațiile sale au fost închise obligându-l să le refacă de la zero.

## Coloana sonoră
Coloana sonoră a fost compusă de către compozitorul de muzică de film, jocuri și TV Michael McCann. După propriile precizări acesta a dorit să creeze o stare de „conflict între natură și tehnologie”
 Mai jos este un tabel cu piesele ce fac parte din aceasta.
| Nr. | Titlu                        | Timp | Compozitor     | Note | Ref. |
| 1.  | Icarus                       | 3:44 | Michael McCann |      |      |
| 2.  | Opening Credits              | 2:13 | Michael McCann |      |      |
| 3.  | Main Menu                    | 1:50 | Michael McCann |      |      |
| 4.  | Barret Boss Fight            | 2:48 | Michael McCann |      |      |
| 5.  | Detroit City Ambient Part 1  | 2:02 | Michael McCann |      |      |
| 6.  | And Away We Go               | 1:17 | Michael McCann |      |      |
| 7.  | Lower Hengsha Ambient Part 1 | 2:16 | Michael McCann |      |      |
| 8.  | Return To Hengsha            | 2:26 | Michael McCann |      |      |
| 9.  | Honghua Brothel              | 1:55 | Michael McCann |      |      |
| 10. | Everybody Lies               | 4:41 | Michael McCann |      |      |
| 11. | LIMB Clinic                  | 1:41 | Michael McCann |      |      |
| 12. | Endings                      | 2:20 | Michael McCann |      |      |
| --- | ---------------------------- | ---- | -------------- | ---- | ---- |

## Vezi și
- Listă de lucrări cyberpunk
- Realitatea simulată în ficțiune